# SBB Fhe 4/6

Fhe 4/6 901 auf einem Schemelwagen vor der Werkstätte Zürich (Aufnahme 1941)

Die SBB Fhe 4/6 sind für die Brünigbahn gebaute Meterspur-Gepäcktriebwagen für gemischten Adhäsions- und Zahnradbetrieb.
Die Schweizerischen Bundesbahnen (SBB) elektrifizierten während des Zweiten Weltkriegs ihre meterspurige Brüniglinie mit der bei der Normalspur üblichen Wechselspannung von 15 kV mit einer Frequenz von 16 2⁄3 Hz. Für den Betrieb beschaffte sie eine Serie von 16 Gepäcktriebwagen (Betriebsnummern 901–916). Die Triebwagen wurden durch SLM mit einer elektrischen Ausrüstung von BBC (7 Stück), MFO (5 Stück) und SAAS (4 Stück) gebaut und 1941–1942 abgeliefert und später in Dhe 4/6 bzw. Deh 4/6 umgezeichnet.
Die Triebwagen sind als vierachsige Adhäsionstriebwagen konstruiert, die in der Mitte ein zusätzliches Laufdrehgestell mit einem Zahnradantrieb erhielten (Achsfolge Bo’2b’Bo’ oder Bo’2zz’Bo’). Dadurch können auf den Zahnstangenabschnitten die beiden Antriebe gemeinsam arbeiten. Auch die 2010 für die Zentralbahn gebauten Triebzüge ABeh 160/161 basieren auf diesem Antriebsprinzip.
Ab 1954 wurden die Fhe 4/6 auf der Zahnstangenstrecke durch zwei HGe 4/4 I entlastet. Ab 1990 ging die Bespannung der durchgehenden Züge Luzern–Interlaken Ost vollständig auf die ab 1986 gelieferten HGe 4/4 II über.

## Umbau für Talpendelzüge

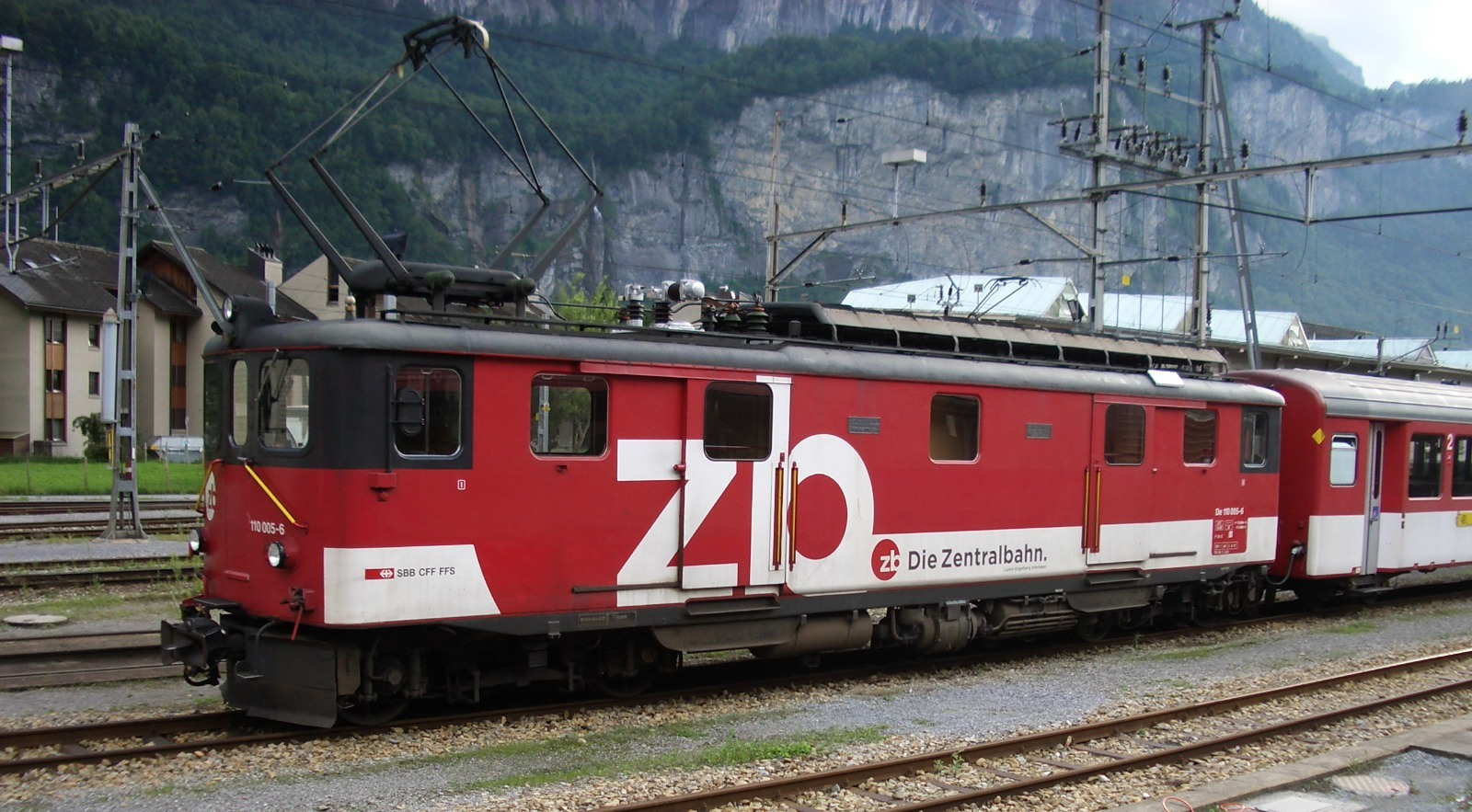
De 110 005-6 im neuen Zentralbahnanstrich in Meiringen, August 2006

Ende 1987 wurde der Deh 4/6 913 durch die Brünig-Werkstätte Meiringen versuchsweise auf reinen Adhäsionsbetrieb umgebaut, wobei das Zahnradtriebgestell entfernt wurde. Das Fahrzeug wurde für den Pendelzugbetrieb (mit Steuerwagen) auf den Talstrecken der Brünigbahn hergerichtet und erhielt die Bezeichnung De 4/4II 913.
Von der restlichen Serie der Deh 4/6 schied der 915 durch Unfall 1990 aus, die 905 und 907 wurden 1991 an die benachbarte Luzern-Stans-Engelberg-Bahn (LSE) verkauft. Die LSE baute zwischen 1991 und 1992 den 905 ebenfalls um, daraus entstand der LSE De 4/4 121; der 907 wurde als LSE Deh 4/6 122 weiterbetrieben, ehe er zwischen 1993 und 1994 ebenfalls zu einem De 4/4 umgebaut wurde.
Die SBB bauten nach dem 913 zwischen 1991 und 1993 fünf weitere Deh 4/6 – die 903, 906, 908, 910 und 912 – nach demselben Muster um. Dabei erhielten die umgebauten Fahrzeuge erstmals die neue Baureihenbezeichnung De 110 000–004, der 913 wurde als letzter 1993 in De 110 005 umgezeichnet. Die verbliebenen sieben Deh 4/6 wurden ebenfalls 1993 in Deh 120 006–012 umgezeichnet und führen damit die Laufnummern der De 110 fort, wodurch sich Verwechslungen im Betrieb vermeiden lassen.
Durch die Zusammenlegung der LSE und der Brüniglinie zur Zentralbahn (ZB) per Anfang 2005 waren sämtliche verbliebenen Fahrzeuge seither wieder bei demselben Unternehmen.

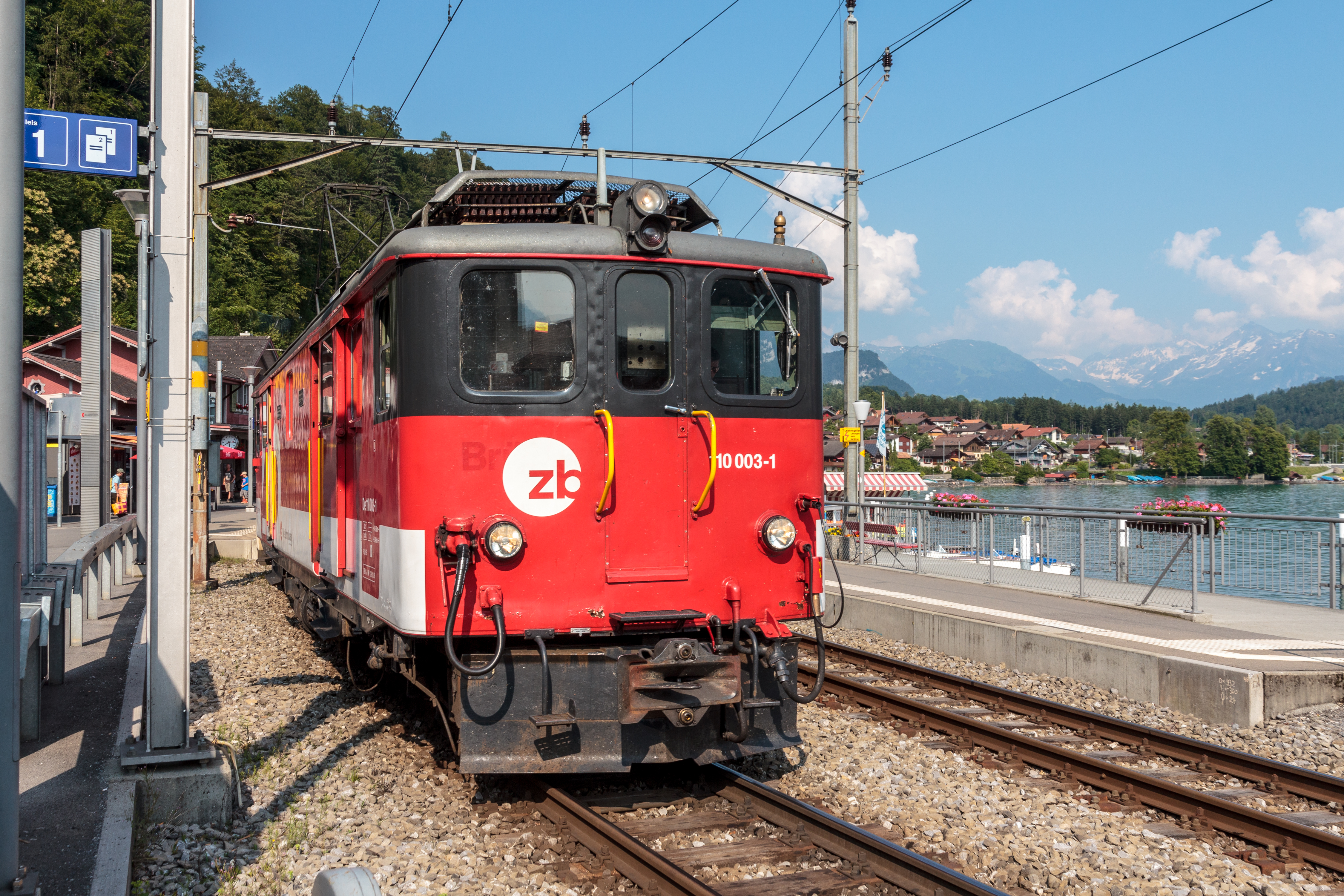
De 110 003 der Zentralbahn verlässt Brienz in Richtung Interlaken-Ost.

Nach dem Umbau übernahmen die De 110 die Regionalzüge Luzern–Giswil, Luzern–Stans und Interlaken Ost–Meiringen. In diesen Diensten wurden sie ab 2005 durch die neuen Spatz-Triebzüge abgelöst, verblieben aber als Reserve. Nach Eröffnung des neuen Tunnels nach Engelberg werden zwei HGe 4/4 II auf dieser Linie benötigt, weshalb die Interregios auf dem Abschnitt Interlaken Ost–Meiringen vorübergehend wieder mit De 110 bespannt werden mussten. Im Dienst waren Anfang 2012 noch die fünf De 110 001–003 und 021–022. Bis Mitte 2015 war der De 110 021 als letztes Fahrzeug in Luzern abgestellt.

## Verbleib
Erhalten geblieben sind die Deh 4/6 mit den Nummern 909, 912 und 914. Triebwagen 909 befindet sich im Besitz des Vereins zb Historic, während 912 und 914 Leihgaben von SBB Historic bei zb Historic sind. Sie sind mit Stand 2024 alle nicht betriebsfähig. 912 ist laut zb Historic «grundsätzlich in einem fahrfähigen Zustand, muss aber vor einer erneuten Inbetriebnahme geprüft werden». Für 909 wird angegeben, dass er mit verhältnismässig wenig Aufwand wieder betriebsbereit gemacht werden könnte. 914 wurde für historische Fahrten eingesetzt, ist aber aktuell ebenfalls abgestellt, da eine Revision fällig ist. Ein Rest des De 110 021-3 (eine Führerstandseite) war mit Stand 2020 im Verkehrshaus der Schweiz ausgestellt.